# Mar Chayia
Mar Chayia (arabe : مار شعيا (المتن) ) est un village libanais situé dans le caza du Metn au Mont-Liban au Liban. La population est presque exclusivement chrétienne.